# Caspe
Caspe es un municipio y ciudad española de la provincia de Zaragoza, en la comunidad autónoma de Aragón. Es capital de la comarca del Bajo Aragón-Caspe. Con una población de 10 432 habitantes (INE 2024), su término municipal, de 503,33 km², es el cuarto más extenso de Aragón. Obtuvo el título de ciudad en el siglo XIX, a raíz de los destrozos sufridos en las guerras carlistas, por concesión de la reina Isabel II.

## Toponimia
Existe la creencia popular de que el nombre de Caspe proviene de antiguos pobladores de la ciudad, originarios del mar Caspio; sin embargo, esta etimología carece de rigor filológico a pesar de su amplia difusión. El topónimo Casp aparece documentado en fuentes andalusíes como Qsp, Qasp o Qasb y ha sido relacionado con la palabra árabe Casba. Asimismo es posible que el nombre de la ciudad derive de la raíz indoeuropea Cass (encina) y el sufijo pe (lugar de o debajo de).

## Geografía
Integrado en la comarca de Bajo Aragón-Caspe, se sitúa a 107 km de la capital aragonesa. El término municipal está atravesado por la carretera N-211 entre los pK 259 y 290, además de por la carreteras autonómicas A-221, que permite la comunicación con Escatrón y Maella, y A-230, que conecta con Bujaraloz.
El relieve del término municipal está muy influenciado por la presencia del río Ebro, que represa sus aguas en el embalse de Mequinenza en gran parte del territorio, el llamado «Mar de Aragón». Allí desemboca el río Guadalope, procedente de Alcañiz y de los embalses de Caspe II y de Moros. La orografía es más irregular al sureste, donde se encuentra la sierra de Caspe, que supera los 340 m de altitud (pico Atalaya, 341 m; pico Ifesa, 346 m), y al norte, donde se superan los 360 m(Cabezo del Ciervo, 363 m; Crispín, 366 m). Sin embargo, el punto más elevado del municipio está al sur, en la sierra de Vizcuerno (pico Vizcuerno, 432 m). La altitud oscila entre los 432 m (pico Vizcuerno) y los 126 m a orillas del embalse de Mequinenza. La ciudad se alza a 152 m sobre el nivel del mar. 
| Noroeste: Sástago y Bujaraloz       | Norte: Bujaraloz, Peñalba (Huesca) y Candasnos (Huesca) | Noreste: Mequinenza |
| Oeste: Sástago, Chiprana y Escatrón |                                                         | Este: Fabara        |
| Suroeste: Alcañiz (Teruel)          | Sur: Alcañiz (Teruel)                                   | Sureste: Maella     |

### Flora y fauna
Caspe alberga una gran diversidad de fauna y flora, debido a la combinación paisajística de la estepa, río, monte y bosquete mediterráneo.
En cuanto aves, cabe destacar una diversa población de rapaces, como el águila real, buitre leonado, halcón peregrino, ratonero común, azor común y gavilán común durante todo el año; esmerejón común, milano real y aguilucho pálido en invierno, así como milano negro, alimoche, culebrera europea, alcotán, aguilucho cenizo y cernícalo primilla en verano. En cuanto a rapaces nocturnas, habitan el búho chico, mochuelo común, autillo y lechuza. Aunque no tan extensa como en los alrededores, Caspe tiene una población de aves esteparias que incluye el sisón común, alcaraván común, ambas especies de gangas, la ortega y la ibérica, y el críalo. El paisaje estepario se integra por la sabina albar y la sabina negra, además de capitanas, romeros, tomillares y cañahejas.
Los bosques de ribera crean un complejo hábitat que se junta con los paisajes de monte y campos de secano. Se pueden encontrar algunas aves acuáticas, como el ánade azulón, garza real, garza imperial, avetorillo común, garceta común y martín pescador. Los bosques de ribera están integrados principalmente por chopos negros, cañizares y carrizales. En el monte y paisaje arbustivo habitan algunas especies forestales como los ya mencionados gavilán y azor, además de innumerables aves, destacando la tórtola común y abejaruco en verano, el piquituerto, perdiz roja y la cada vez más escasa codorniz común. Los bosquetes mediterráneos y monte están integrados principalmente por pino carrasco, sabina negra y albar, coscoja, ginesta, romerales y tomillares.
En cuanto a mamíferos destaca el ciervo común, ya que en la zona habita el único ciervo que nunca se extinguió en Aragón; también el jabalí, tejón común, zorro común, garduña, gineta, nutria, comadreja, corzo, conejo común, liebre ibérica y roedores como el topillo o ratón de campo, entre otros. La diversidad de hábitats de Caspe posibilita la presencia de una considerable variedad de anfibios y réptiles. En las balsas y charcos del monte crían el sapo común, sapo de espuelas, sapo corredor, sapillo moteado, rana común y culebra viperina. Además, se encuentra el lagarto ocelado, culebra bastarda, culebra de herradura y culebra de escalera en todo el territorio, así como el galápago leproso en el río. En algunas zonas del monte habita la escasa víbora hocicuda.
Para terminar, Caspe cuenta con una considerable población de cigüeña blanca en el convento de Santo Domingo y la colegiata de Santa María la Mayor, con un total de 17 parejas (2018).

## Historia

### Prehistoria y arqueología
El término municipal de Caspe parece que fue uno de los últimos en poblarse dentro del Bajo Aragón, bien por problemas ambientales para el hábitat prehistórico o bien porque la erosión haya destruido los yacimientos.
No obstante, en la partida de Cauvaca se ha descubierto un bifaz amigdaloide que puede adscribirse a un Achelense genérico o a un Musteriense inicial, cuya antigüedad es de 150 000-100 000 años y que demuestra, al menos, el paso por esta zona de grupos de cazadores-recolectores neandertales. Igualmente se han encontrado piezas líticas semejantes a la anterior en Soto de Vinué V.

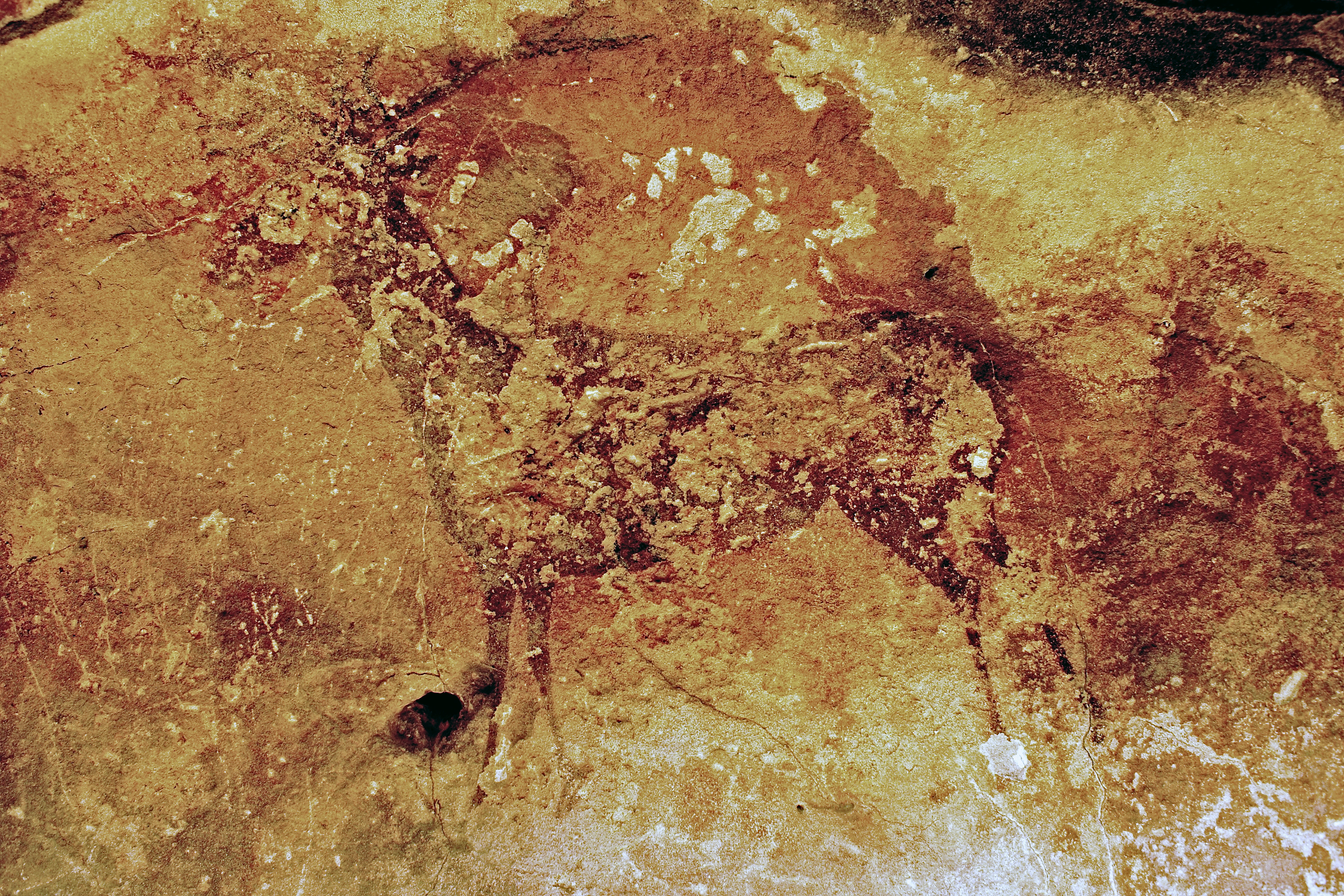
Figura de un gran cérvido en el abrigo del Plano de Pulido

Dentro del arte rupestre, destaca el abrigo del Plano del Pulido. Localizado en una pequeña oquedad abierta en la roca arenisca, contiene un conjunto de pinturas rupestres de estilo levantino. La composición reúne varias figuras, destacando un magnífico ciervo en actitud de alerta para iniciar la lucha con otro congénere que aparece con la cornamenta baja. Entre ambas figuras se puede observar una cierva, en posición más baja, y también se advierte una cuarta figura, bastante perdida, que posiblemente sea otra cierva. Diversos restos de pintura en el extremo derecho de la composición, parecen corresponder a la figura de un arquero.
La gran eclosión demográfica y cultural de Caspe tuvo lugar hacia el siglo VIII a. C., con la aparición de innumerables poblados y necrópolis tumulares de poblaciones indoeuropeas, célticas hallstátticas de la primera Edad del Hierro, que corresponden a poblaciones procedentes fundamentalmente de la cuenca del Segre y de la alta cuenca del Ebro, especialmente de Navarra y Álava.
Entre los yacimientos de este Bronce final cabe citar el de los cabezos de Sancharancón. Este poblado se localiza en el camino de Caspe a Zaragoceta. Sobre un cerro cónico con gran cantidad de bloques de arenisca que se acumulan en las laderas, se distribuyen las casas de planta cuadrangular.
Los materiales cerámicos recogidos en superficie encajan tipológicamente con los del Bronce Medio avanzado, aunque también hay restos, muy escasos, de vasijas que se pueden adscribir a la cultura de los campos de urnas, además de productos de talla de sílex. Otro yacimiento de interés es el de Cabezo de Monleón, sobre el río Guadalope, habiéndose identificado 52 casas que configuran una planta de calle central. Se ha estimado su población en unos 300 habitantes y la vida de aquellos pastores, metalúrgicos y agricultores de cereales pudo extenderse entre el 800 a. C. y la iberización.
De la época ibera data el yacimiento de Loma de los Brunos, situado en las inmediaciones de la presa del Civán. Corresponde a la fase antigua de poblamiento ibérico (siglos VI a V a. C.). Cronológicamente posterior es el poblado de La Tallada, ocupado desde el siglo IV a. C. hasta su destrucción y abandono en el siglo I a. C. Ubicado en la cumbre de un cerro, es de tamaño medio y consta de casas de planta rectangular, muchas de ellas excavadas en la roca.

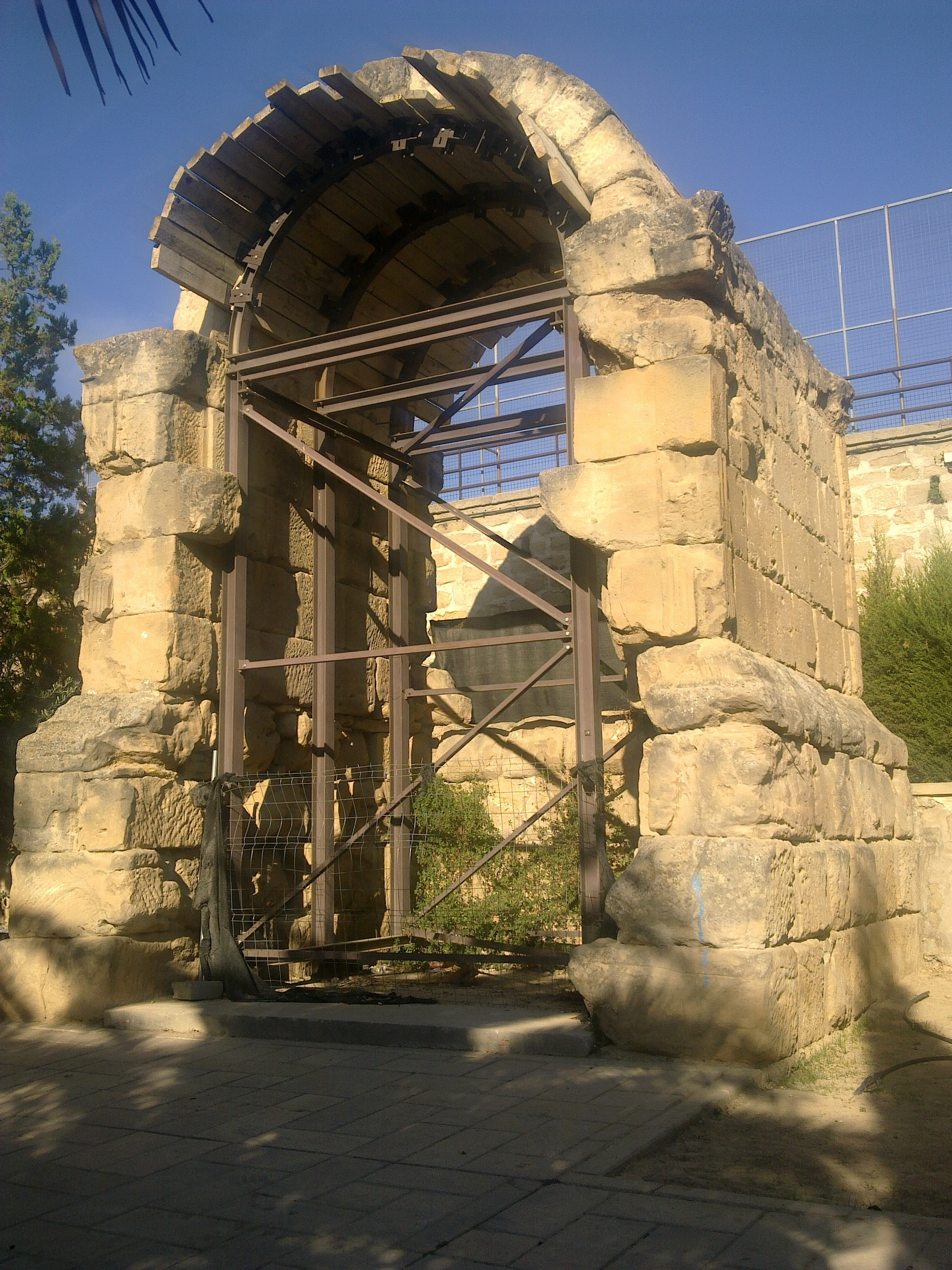
Mausoleo romano de Miralpeix

A partir del siglo I, el valle del Ebro estaba ya plenamente romanizado y de esa época datan los yacimientos, identificados como villas romanas, de Azud de Civán, Boquera del Regallo I-II, Mas de Rabel, Campo de Ráfales, Picardías, Soto de Baños, El Fondón y Miralpeix. De este último enclave es el Mausoleo de Miralpeix, que se trasladó a su actual ubicación como consecuencia de la construcción del embalse de Mequinenza que conllevaba la inundación del monumento. Fue construido a finales del siglo II o principios del III d. C.
Asimismo, la historiografía local menciona los restos de la ciudad de Trabia, población indígena destruida por los romanos que llegó a acuñar moneda. Tanto Trabia como el lugar próximo de Valdurrios son topónimos prerromanos. Según algunos autores, sobre sus ruinas se construyó posteriormente un poblado medieval que tampoco perduró. Desde mediados del siglo XII Trabia poseía su carta puebla, lo que indica que el lugar tuvo cierta importancia. Estuvo habitado al menos hasta 1440, año en el que todavía consta que existía la figura del Justicia en el lugar.
Cuenta la tradición que Caspe fue fundada por Túbal, hijo de Jafet y nieto de Noé, en la expedición que realizó remontando las aguas del Ebro hasta Logroño.

### Edad Antigua
Habitualmente se ha sostenido que, antes de la conquista romana de Hispania, las tierras que ocupa actualmente el municipio fueron habitadas por los sedetanos, pueblo íbero del siglo III a. C. Sin embargo, recientes investigaciones sitúan en la comarca de Caspe a la tribu de los ausetanos u ositanos, cuya capital, Osicerda, estaría localizada en el Cabezo Palao de Alcañiz. Dicha ciudad-estado y su territorio posiblemente llegaban por el Norte hasta el Ebro y por el Este hasta el río Matarraña, línea fronteriza entre ositanos e ilercavones.

### Edad Media

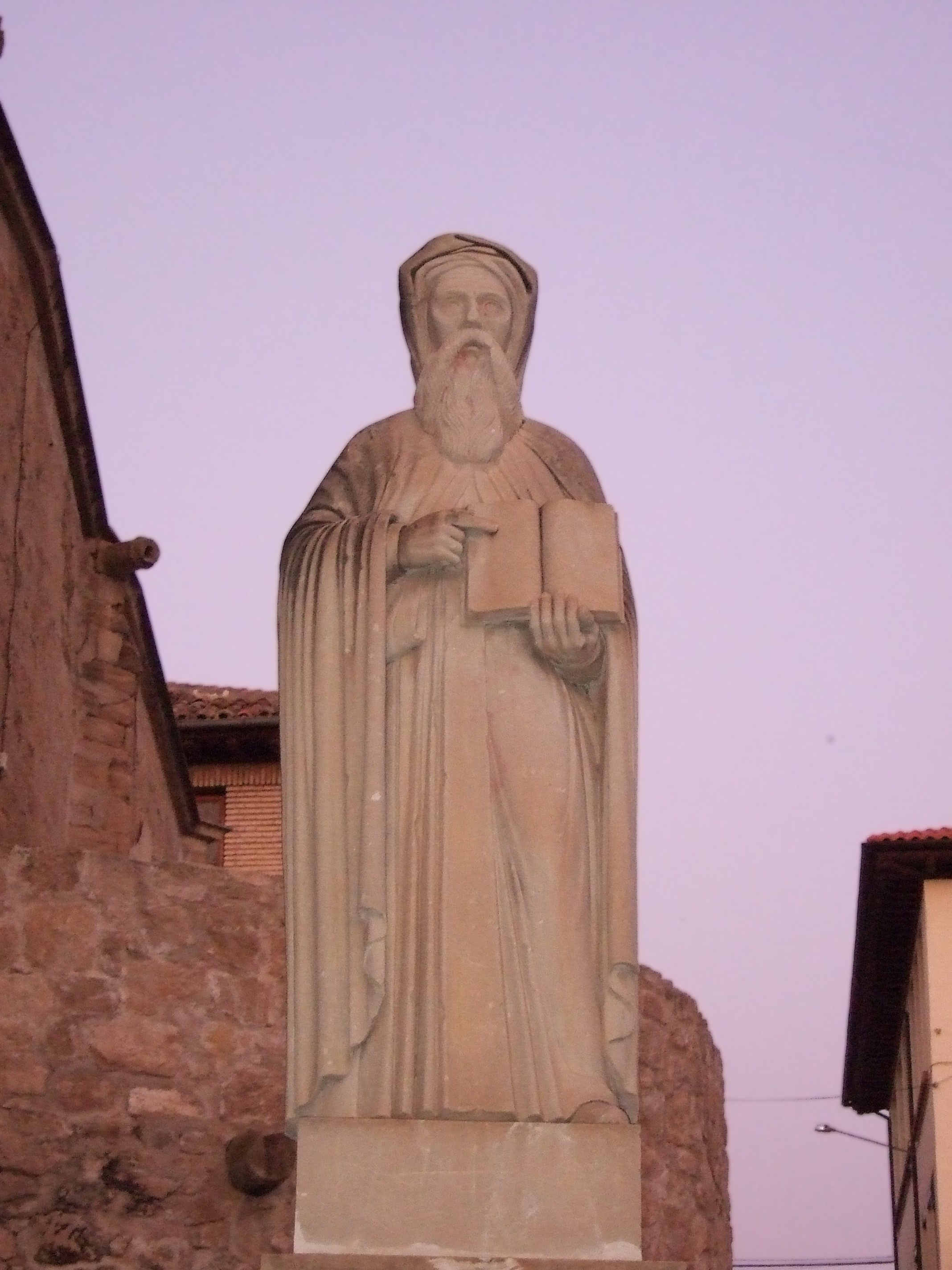
Monumento a Juan Fernández de Heredia, importante personaje medieval muy vinculado a Caspe

Desde la llegada de los musulmanes en 713 hasta la reconquista cristiana en la primera mitad del siglo XII, las tierras del Ebro constituyeron la Marca Superior de al-Ándalus, sector ocupado por el contingente yemení. En dicho territorio, sobre la población autóctona hispanorromana y visigoda de cristianos y judíos, predominaba la cultura latina; pero a partir del siglo X, se impuso la arabización y la islamización de la población, quedando los cristianos y los judiíos relegados a un pequeño porcentaje.
Entre junio y septiembre de 1169, Caspe fue integrada en la Corona de Aragón por el rey Alfonso II.
La conquista de la localidad se llevó a cabo bajo la dirección del conde de Pallars, Arnal de Mir, y de su hijo Ramón, en colaboración con otros señores feudales.
En los Anales de la Corona de Aragón de Jerónimo Zurita, se narra lo siguiente: 

Por este tiempo se hacía muy gran guerra a los moros que estaban en la región de los edetanos en los castillos y fuerzas que tenían en las riberas del río de Algas... Y se ganó Caspe, lugar muy principal junto a las riberas de Ebro. Y de allí se continuó la guerra por las riberas de Guadalob y del río de Calanda.

Se estima que la cifra de moradores de Caspe, en el momento de la reconquista, pudo ser algo superior a los 1000 habitantes, siendo su población abrumadoramente islámica. A los musulmanes se les permitió conservar sus prácticas religiosas, si bien tuvieron un año de plazo para abandonar su propia casa antes de trasladarse extramuros. En cuanto a los judíos, aunque no se puede precisar cuando llegaron a Caspe, los que es seguro es que cuando entraron las tropas de Alfonso II ya había judíos en el barrio de La Muela conviviendo con los musulmanes.
La villa pasó luego a poder de la Orden del hospital de San Juan de Jerusalén mediante la permuta realizada con Alfonso II por otros bienes de la orden. Su castillo fue destinado a residencia del bailío del hospital. La población logró estabilizarse en el último cuarto del siglo XIII, a partir de que Garcelán de Timor fuera nombrado comendador de la bailía de Caspe. La villa, que contaba entonces con unos 1500 moradores, se expandió desde La Muela hacia el caserío circundante con el castillo de la Orden en la cumbre y la iglesia de Santa María para el conjunto de la comunidad cristiana.
En 1392, Juan Fernández de Heredia, gran maestre de la orden, compró a la familia Sesé todas sus posesiones en la villa para fundar un convento. Elevó la iglesia a la categoría de colegiata e incrementó la importancia del Convento Sanjuanista al dotarle de tesoros y reliquias como el «Lignum Crucis».
Cuando falleció, su cuerpo fue traído desde Aviñón y enterrado en la iglesia del convento, en un sepulcro que él mismo mandó labrar.
En época medieval, Caspe fue el mayor centro aragonés y uno de los mayores de España en la producción de vidrio. Se sabe de la existencia de una treintena de hornos de vidrio en su término municipal. La gran cantidad de suelos salinos propiciaba el crecimiento de la barrilla, que junto a la calidad y cantidad de la arena, constituían los elementos básicos para la producción de vidrio. Parece que fueron los judíos los primeros implicados en dicha industria, mayoritariamente entre los siglos XIV y XV. Gran parte de los vidrieros pertenecían a las familias más importantes de la localidad.
En el siglo XIV, la peste negra asoló el Reino de Aragón; existe constancia de que la epidemia se instaló en Caspe en 1371, llegando incluso a obligar al traslado de las sesiones de Cortes Generales. Según recogen los Anales de Valimaña, unas 300 personas murieron en la villa víctimas de la mortal enfermedad.

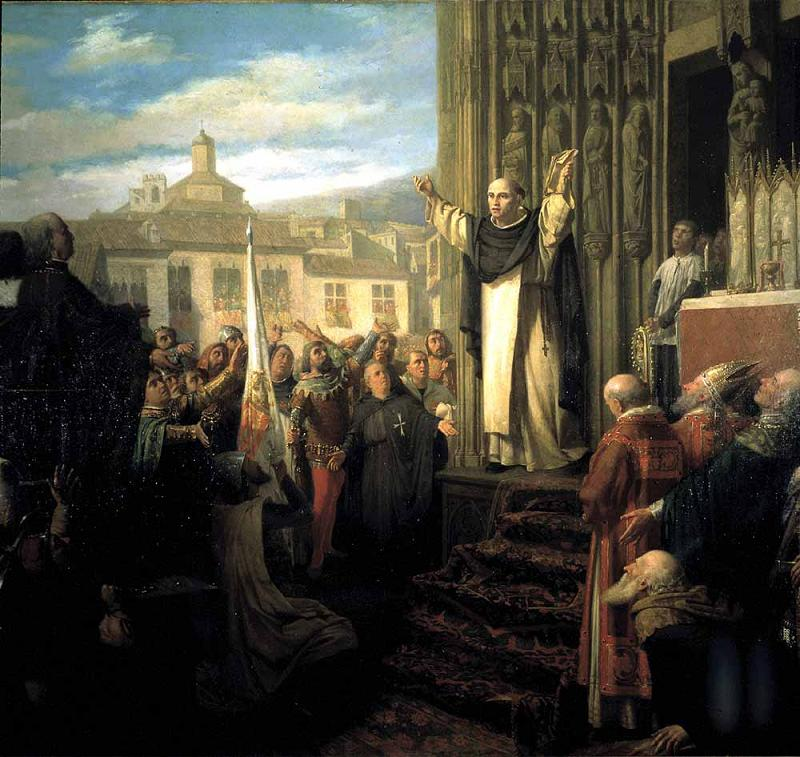
Compromiso de Caspe por Dióscoro Teófilo Puebla Tolín, 1867

La población fue escenario en 1412 del histórico «Compromiso de Caspe», al haber muerto sin descendencia Martín I de Aragón. El 22 de abril de ese año se iniciaron las deliberaciones de los compromisarios, siendo el 28 de junio proclamado rey Fernando de Trastámara, llamado el de Antequera, como Fernando I de Aragón. Frente a la puerta que da acceso al atrio de la Colegiata de Santa María la Mayor se levantó un estrado desde el que se hizo saber al pueblo la declaración de derecho votada por los compromisarios de los Estados de la Corona de Aragón a favor de don Fernando. Al día siguiente, predicó en la iglesia fray Vicente de Ferrer, que tomó parte muy activa en las sesiones del conocido Compromiso.
Después del Compromiso, Caspe se mantuvo durante el resto del siglo XV como una pujante villa con sus barrios de la Muela, San Roque y el Pueyo, prosperando una agricultura que se aprovechaba del regadío del Ebro y del Guadalope. En esa época contó la villa con la visita del papa Benedicto XIII, más conocido como el Papa Luna, quien vino a arreglar unos asuntos entre su propia familia, los Luna, y los Urrea.

### Edad Moderna
Hasta 1610 las comunidades cristiana y musulmana continuaron poblando la villa Aunque compartían las tierras del regadío viejo, cada una tenía su propio término municipal, así como sus propios bienes comunales. Ambas eran vasallas de la Orden de San Juan de Jerusalén.
Debido a su situación geográfica, Caspe ha sido una de las poblaciones más afectadas por las distintas contiendas acaecidas en España desde el siglo XVII. En la sublevación de Cataluña (1640-1652) fue víctima de incursiones y correrías por parte de las tropas franco-catalanas, así como de exacciones fiscales de la monarquía, hechos ambos que repercutieron gravemente en su situación económica. En la guerra de Sucesión (1701-1711) fue seguidora de la causa borbónica mientras que sus vecinos se decantaron por el aspirante austríaco.

### SigloXIX
Durante la guerra de la Independencia, Caspe fue ocupada por las tropas francesas sin apenas resistencia el 4 de marzo de 1809. Abandonada poco después, fue ocupada definitivamente desde junio de 1809 hasta 1813. La figura más importante en ese período fue la del abogado caspolino Agustín de Quinto, afrancesado que colaboró en las tareas de gobierno junto a los franceses. En noviembre de 1810, Suchet le nombró comisario general de la orilla izquierda del Ebro, convirtiendo a Caspe, gracias a la residencia de Quinto en la localidad, en capital de la mitad inferior de Aragón. Ya al final de la contienda (junio de 1813), el coronel Ramón Gayán llegó a Caspe resuelto a tomar la ciudad a los franceses. Para levantar el asedio, que duró quince días, recurrió a la construcción de dos minas: una, desde la calle de San Juan a las bodegas del Convento, y la otra desde la Revuelta. La explosión de esta última dañó los bajos del Castillo —donde los franceses se habían atrincherado—, pero les obligó a huir a Mequinenza.
Posteriormente, la villa se vio afectada por las guerras carlistas, que tuvieron especial relevancia para la población. Ello fue consecuencia de la estratégica localización de la comarca de Caspe, así como de la desamortización de la Orden de San Juan de Jerusalén, que generó el descontento del campesinado ante las expectativas creadas, y de la pérdida de nivel adquisitivo de campesinos, jornaleros y artesanos, debido a la caída del precio del aceite. Estos factores propiciaron que al inicio de la contienda un grupo no muy extenso de caspolinos se fugaran a la facción carlista.
Caspe fue objeto de las incursiones de los carlistas, padeciendo sitios, asaltos y efímeras ocupaciones. En mayo de 1835, durante la primera guerra carlista, el general Cabrera consiguió apoderarse de una parte de la población; en las pocas horas que los carlistas la ocuparon, tomaron un importante botín, saqueando las casas de los adictos a la reina. Al mes siguiente, Llagostera se hizo con el primer recinto urbano, incendiando después la ciudad; un año después conseguía tomarla nuevamente, para abandonarla poco después. En noviembre de 1836 volvía a apoderarse de la localidad, reteniéndola en su poder durante once días. Y en junio de 1837, tropas carlistas tomaron Caspe pero, antes de retirarse, incendiaron la población. De acuerdo a los partes oficiales, ardieron 223 casas, no pudiendo ser sofocado el fuego hasta el día siguiente. Las consecuencias económicas derivadas de estos hechos debieron ser importantes, provocando que en lo sucesivo, cuando había noticias de entrada de carlistas, los habitantes huyeran hacía las huertas.
Pascual Madoz, en su Diccionario geográfico-estadístico-histórico de España de 1845, describe a Caspe en los términos siguientes: 

Hállase colocada a orillas del río Guadalope, cerca de su confluencia con el Ebro, sobre 3 o 4 colinas pequeñas... La forman 1500 casas bastante regulares, distribuidas en 70 calles medianamente anchas, 9 plazuelas y una plaza mayor de figura casi circular en el centro de la villa... Tiene también un pequeño fuerte apoyado en la que antes era iglesia parroquial y el convento de San Juan.

 En cuanto a su producción señala que: 

La principal de estas es la del aceite; se cogen también muchos cereales; la cosecha de vino ha decaído algún tanto y lo mismo sucede con la de la seda. Hay abundantes y exquisitas frutas de todas clases y legumbres y hortalizas; igualmente se da el cáñamo y el lino; se cría ganado lanar y cabrío.

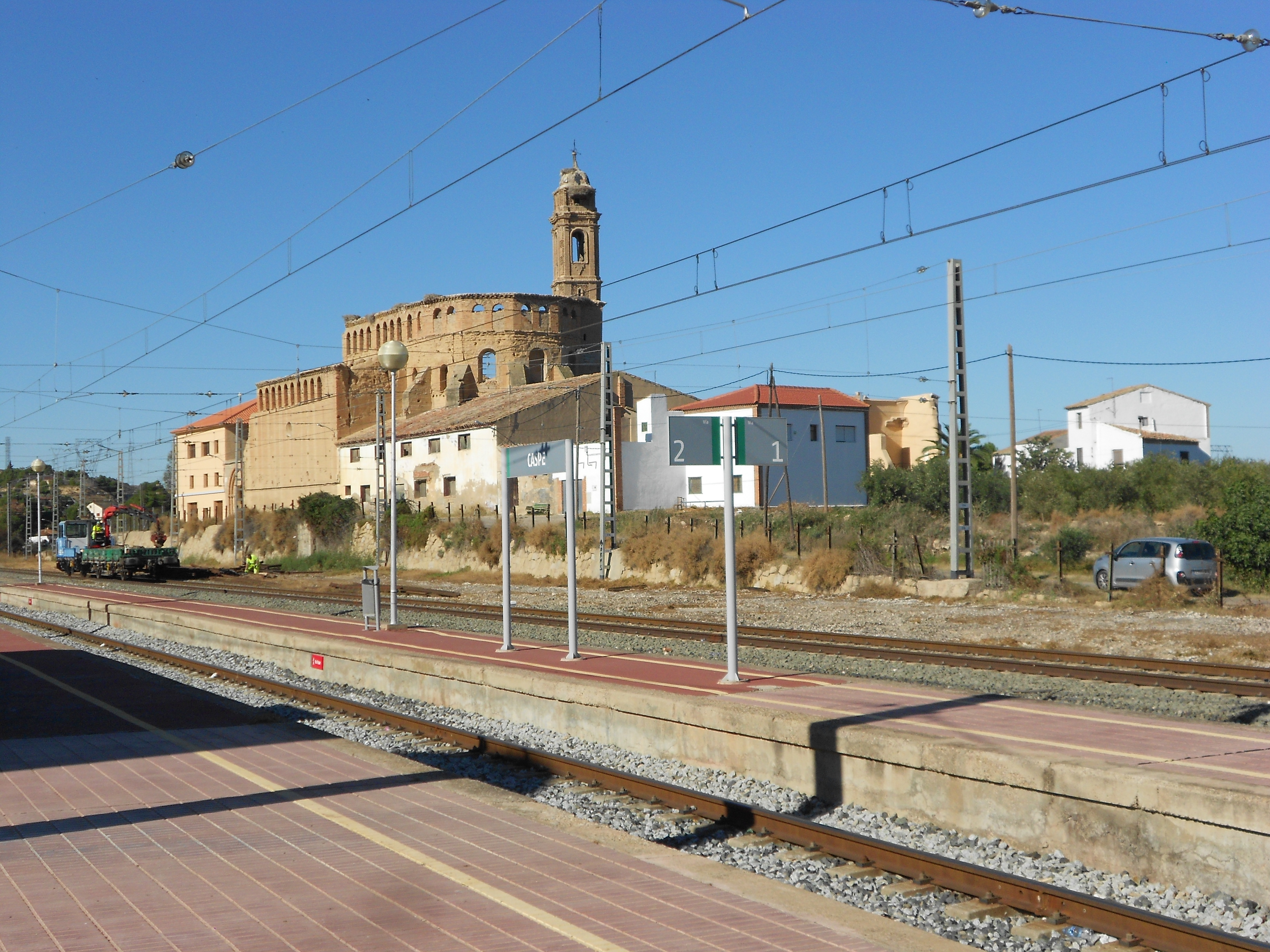
Estación de Caspe, con las ruinas del convento de Santo Domingo al fondo. La llegada del ferrocarril a Caspe fue el hecho económico más relevante en el

En 1861, en el intermedio entre la segunda y la tercera guerra carlista, fue cuando Caspe consiguió el título de ciudad. Sin embargo, la inestabilidad política del sexenio revolucionario propició un nuevo auge para las actividades carlistas y, con la proclamación de la Primera República (11 de febrero de 1873), la tercera guerra carlista alcanzó su mayor intensidad. El suceso más notable tuvo lugar en octubre de ese mismo año cuando las tropas carlistas de Vallés entraron en Caspe sin encontrar resistencia alguna; de hecho, 600 caspolinos se sumaron a los carlistas, prendiendo fuego al castillo de Bailío y al antiguo convento de San Juan. El 23 de febrero de 1874, el teniente coronel Eulogio Despujol y Dusay, al mando de dos batallones y 90 jinetes, derrotó a 3500 carlistas, tomándoles 200 prisioneros y 80 caballos, tomando la ciudad, lo que no impidió que ese mismo mes de 1874 tuviera lugar una nueva incursión carlista, dirigida en esta ocasión por Marco de Bello, con el fin de recaudar fondos para la compra de armamento y para pagar los uniformes que vestían sus combatientes.
Probablemente el hecho económico más relevante para Caspe en el siglo XIX, fue la llegada del ferrocarril. En junio de 1876, el municipio acordó conceder una serie de privilegios a la compañía que realizase con mayor rapidez el trazado. Así, en septiembre de 1891 se empezaba a trabajar en el término municipal de la ciudad, llegando el trazado a la población el 13 de octubre de 1893.

### SigloXX

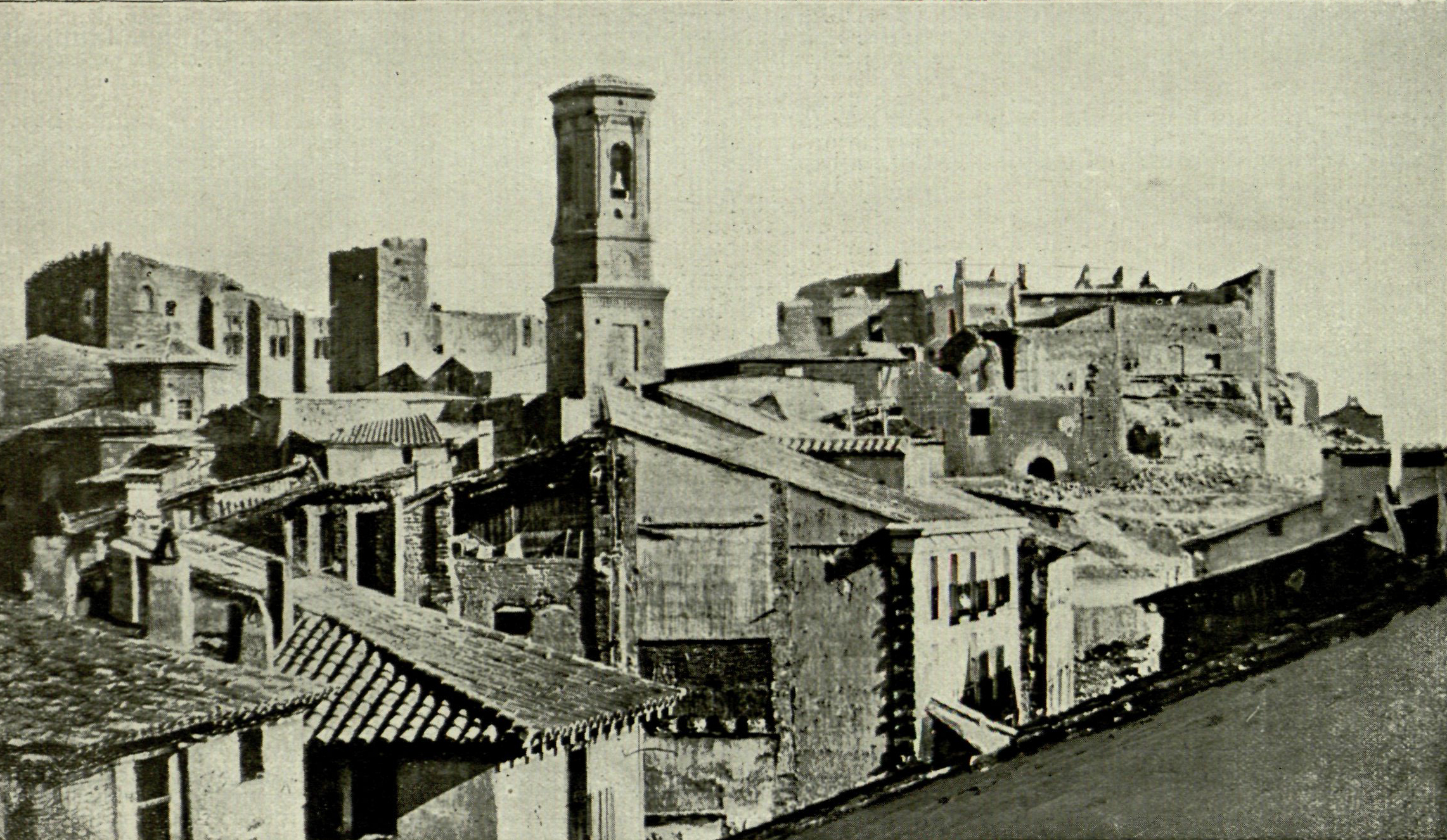
Vista general de Caspe (La Esfera, 1915)

En 1926 se creó en Caspe la Confederación Hidrográfica del Ebro, organismo que gestiona las aguas y riegos de la cuenca hidrográfica del Ebro, la más importante[cita requerida] de las diez que han llegado a crearse en el territorio peninsular.
Ya proclamada la Segunda República española, en esta ciudad se redactó el Anteproyecto de Estatuto de Autonomía de Aragón de 1936, conocido también como Estatuto de Caspe, que no llegó a ser ratificado por las Cortes al estallar la guerra civil española. Durante la primera parte de la contienda, Caspe fue sede del Consejo de Aragón, órgano de Gobierno creado por los anarquistas en 1936. Esta entidad continuó sus funciones hasta que fue disuelta por las autoridades gubernamentales en el verano de 1937, debido a su independencia del Gobierno republicano. El 4 de agosto el ministro de Defensa Nacional, Indalecio Prieto, cursó órdenes al Ejército y la 11.ª División al mando del Enrique Líster fue enviada a Aragón, disolviendo oficialmente el Consejo de Aragón el 10 de agosto. Dicha disolución tuvo lugar mediante una intervención militar que ocupó Caspe por sorpresa. La Federación Local de Sindicatos de la CNT fue tomada por asalto, se concentraron tanques y artillería a la salida de la ciudad y se produjeron algunos enfrentamientos con bajas. Joaquín Ascaso, presidente del Consejo de Aragón, y los miembros anarquistas del mismo fueron detenidos bajo diversas acusaciones.

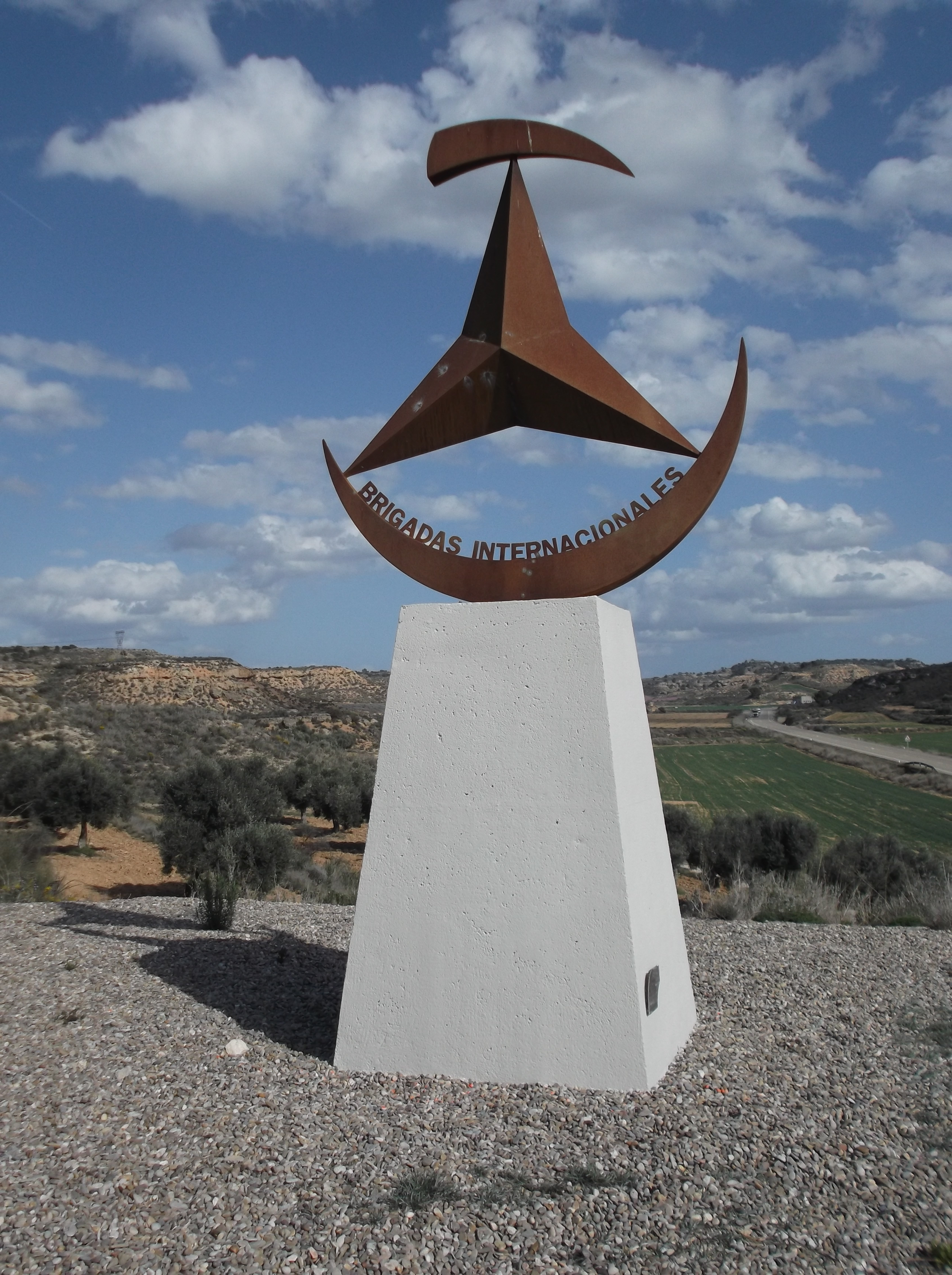
Monumento dedicado a las Brigadas Internacionales en las afueras de Caspe

Con la ofensiva de Aragón en 1938, el jefe de Estado Mayor republicano, el general Vicente Rojo, instaló en esta ciudad su centro de operaciones, concentrando allí a todas las Brigadas Internacionales que le fue posible reunir.
El 15 de marzo de ese año dio comienzo la batalla de Caspe, cuando tres divisiones franquistas del Cuerpo de Ejército Marroquí alcanzaron los suburbios de la localidad. La 1.ª División de Navarra emprendió el cerco de Caspe, estando presentes, en la primera fase de la batalla, las Brigadas Internacionales XI, XIII y XV; en una segunda fase que tuvo lugar en la margen derecha del río Guadalope intervinieron la XII y la XIV.
Aunque los interbrigadistas, especialmente los de la XV Brigada, desplegaron una fuerte defensa contra los atacantes, al anochecer del 17 de marzo la villa aragonesa fue finalmente conquistada por las tropas de Franco. 
El parte de guerra del bando "nacional" dejaba constancia del hecho con estas palabras: 

En la mañana de hoy se ha ocupado la importante ciudad de Caspe, estableciendo además una cabecera de puente 5 kilómetros al Este, a pesar de la tenaz resistencia opuesta por cinco brigadas internacionales.

Después de la conquista, la localidad se convirtió en el cuartel general del Cuerpo de Ejército Marroquí, encargado de la guarnición del río Ebro.

## Demografía
Caspe cuenta con una población de 10 432 habitantes (INE 2024).
| Gráfica de evolución demográfica de Caspe entre 1842 y 2021                                                         |
| |
| Población de derecho según los censos de población del INE Población de hecho según los censos de población del INE |

| Nacionalidad | Hombres | Mujeres | Total | %      | Proporción |
| ------------ | ------- | ------- | ----- | ------ | ---------- |
| Española     | 3709    | 3619    | 7328  | 71,7 % |            |
| Extranjera   | 1693    | 1199    | 2892  | 28,2 % |            |

En el fogaje de 1495 —censo del Reino de Aragón ordenado por el rey Fernando el Católico—, Caspe figura con 295 hogares, lo que equivale a una población aproximada de 1600 habitantes. Entre ellos había un 10 % de musulmanes mudéjares, un 5 % de judíos y un 6 % de clérigos, incluidos los caballeros hospitalarios.
El censo de España de 1857, que inauguraba la serie estadística, registra una población de 10 609 habitantes para la localidad, siendo en ese momento el tercer núcleo más poblado de la provincia de Zaragoza, tras la capital y Calatayud. Dentro del siglo XX, Caspe alcanza el máximo techo demográfico, 9981 habitantes, en 1950. A partir de la década de 1960 se inicia el éxodo rural —que afecta a todo Aragón—, traduciéndose en una disminución de la población.
En 2020 la población de Caspe alcanzaba los 10 026 habitantes, similar a la que tenía a mediados del siglo XX. Por otra parte, en los últimos años se observa un aumento considerable de la población inmigrante.

## Economía

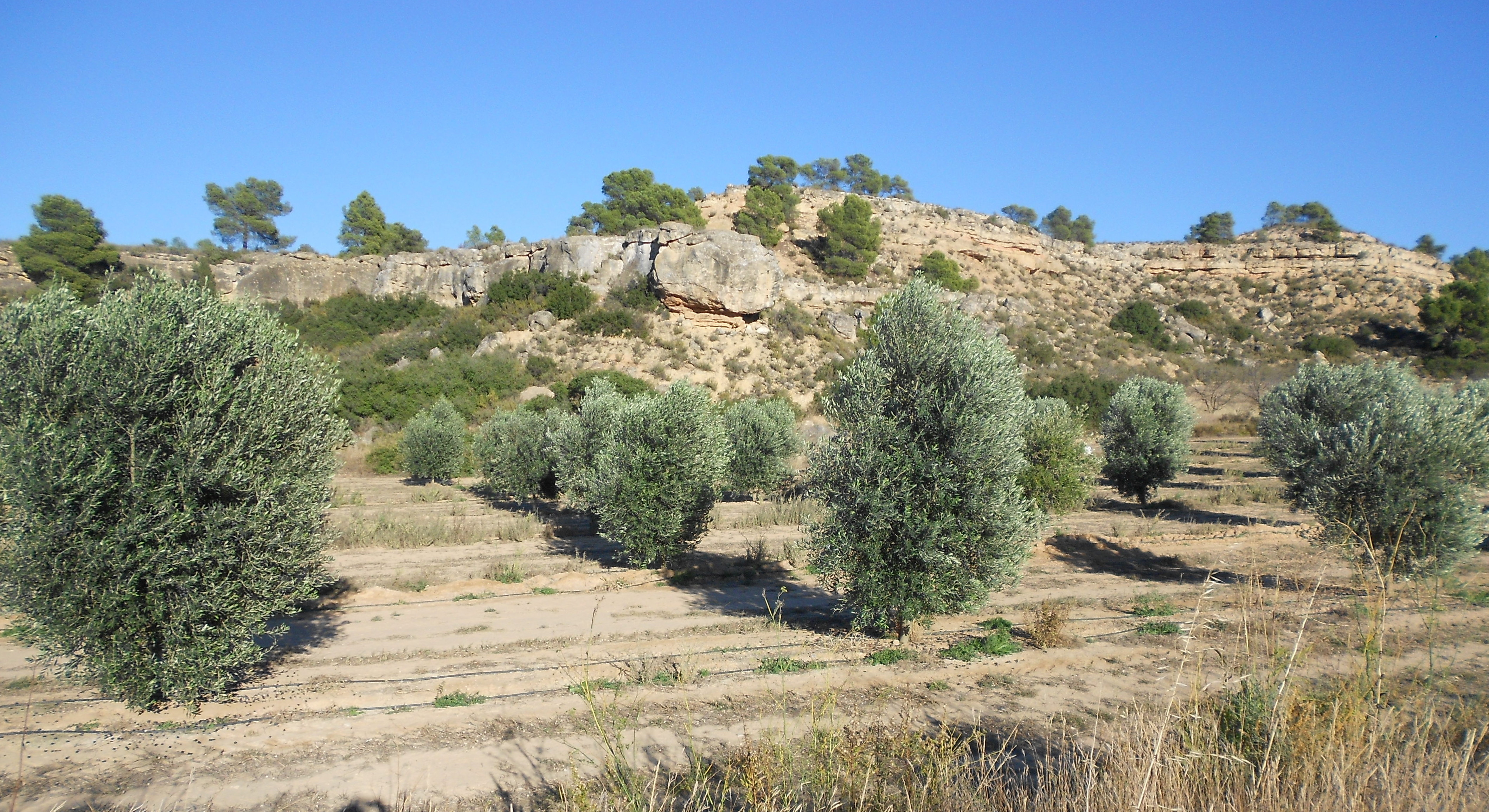
Olivar en Caspe; existe una importante actividad industrial de aceite y aceitunas en la localidad

La economía de la ciudad está basada en la agricultura y el sector servicios.
El cultivo básico ha sido el olivo; a partir de él se desarrolla una actividad industrial y exportadora de aceite y aceitunas, estando incluida la comarca en el ámbito de la recientemente aprobada denominación de Origen. La existencia de un microclima benigno y un buen sistema de regadío —debido a la confluencia del Guadalope y el Ebro—, propician que haya numerosas plantaciones de árboles frutales, especialmente de cerezos.
En torno a la producción agrícola existe una importante industria de conservas vegetales y encurtidos. Asimismo, la ganadería tiene un gran desarrollo.
Asimismo, las industrias manufactureras, de transformados metálicos y talleres diversos son especialmente numerosos, estando situado en Caspe el Almacén General para España de la firma deportiva Adidas. La ciudad cuenta con cuatro polígonos industriales, llamados «El Castillo», «El Portal», «Cabezo Mancebo» y «Los Arcos».
En cuanto a la actividad ferial, Caspe acoge en otoño a «Expocaspe», feria agrícola, ganadera, industrial y comercial del Bajo Aragón.
Otra feria que tiene lugar en la ciudad es «Naupesca», dedicada a la caza, pesca y deportes náuticos. El «Salón Aragonés de Numismática, Filatelia y Coleccionismo» también se celebra en esta localidad.
El «Plan de Dinamización del Producto Turístico de la Comarca Bajo Aragón-Caspe / Baix Aragó-Casp» es una reciente iniciativa para convertir al turismo en un motor para el desarrollo económico para la zona.

## Administración y política
| Periodo   | Nombre                             | Partido | Partido                                            |
| --------- | ---------------------------------- | ------- | -------------------------------------------------- |
| 1979-1987 | José Besteiro Asensio              |         | Partido de los Socialistas de Aragón (PSOE-Aragón) |
| 1987-1995 | Mariano Gómez Callao               |         | Partido de los Socialistas de Aragón (PSOE-Aragón) |
| 1995-1999 | Luis Javier Sagarra de Moor        |         | Partido Aragonés (PAR)                             |
| 1999-2011 | Teresa Francín Piquer              |         | Partido de los Socialistas de Aragón (PSOE-Aragón) |
| 2011-2013 | Florencio Meuris Repollés Lasheras |         | Partido de los Socialistas de Aragón (PSOE-Aragón) |
| 2013-2015 | María Pilar Herrero Poblador       |         | Partido Popular de Aragón (PP)                     |
| 2015-2019 | Jesús Senante                      |         | Partido de los Socialistas de Aragón (PSOE-Aragón) |
| 2019-2023 | Pilar Mustieles Aranda             |         | Partido de los Socialistas de Aragón (PSOE-Aragón) |
| 2023-act. | Ana María Jarque Garcés            |         | Partido Popular de Aragón (PP)                     |

| Partido político    | Partido político                                   | 2003   | 2007   | 2011   | 2015   | 2019   | 2023   |
| Partido político    | Partido político                                   | Ediles | Ediles | Ediles | Ediles | Ediles | Ediles |
|                     | Partido Popular de Aragón (PP)                     | 1      | 1      | 2      | 4      | 1      | 6      |
|                     | Partido de los Socialistas de Aragón (PSOE-Aragón) | 5      | 5      | 5      | 7      | 5      | 5      |
|                     | Somos Caspe                                        | —      | —      | —      | —      | —      | 3      |
|                     | Chunta Aragonesista (CHA)                          | 1      | 0      | 1      | 1      | 2      | 2      |
|                     | Vox                                                | —      | —      | —      | —      | —      | 1      |
|                     | Ciudadanos (CS)                                    | —      | —      | —      | 0      | 5      | —      |
|                     | Podemos-Equo                                       | —      | —      | —      | —      | 1      | —      |
|                     | Compromiso por Caspe (CPC)                         | 5      | 5      | 3      | —      | —      | —      |
|                     | Partido Aragonés (PAR)                             | 1      | 2      | 2      | 0      | —      | —      |
|                     | Izquierda Unida (IU)                               | 0      | 0      | —      | —      | —      | —      |
| Total de concejales | Total de concejales                                | 13     | 13     | 13     | 13     | 13     | 17     |

## Patrimonio

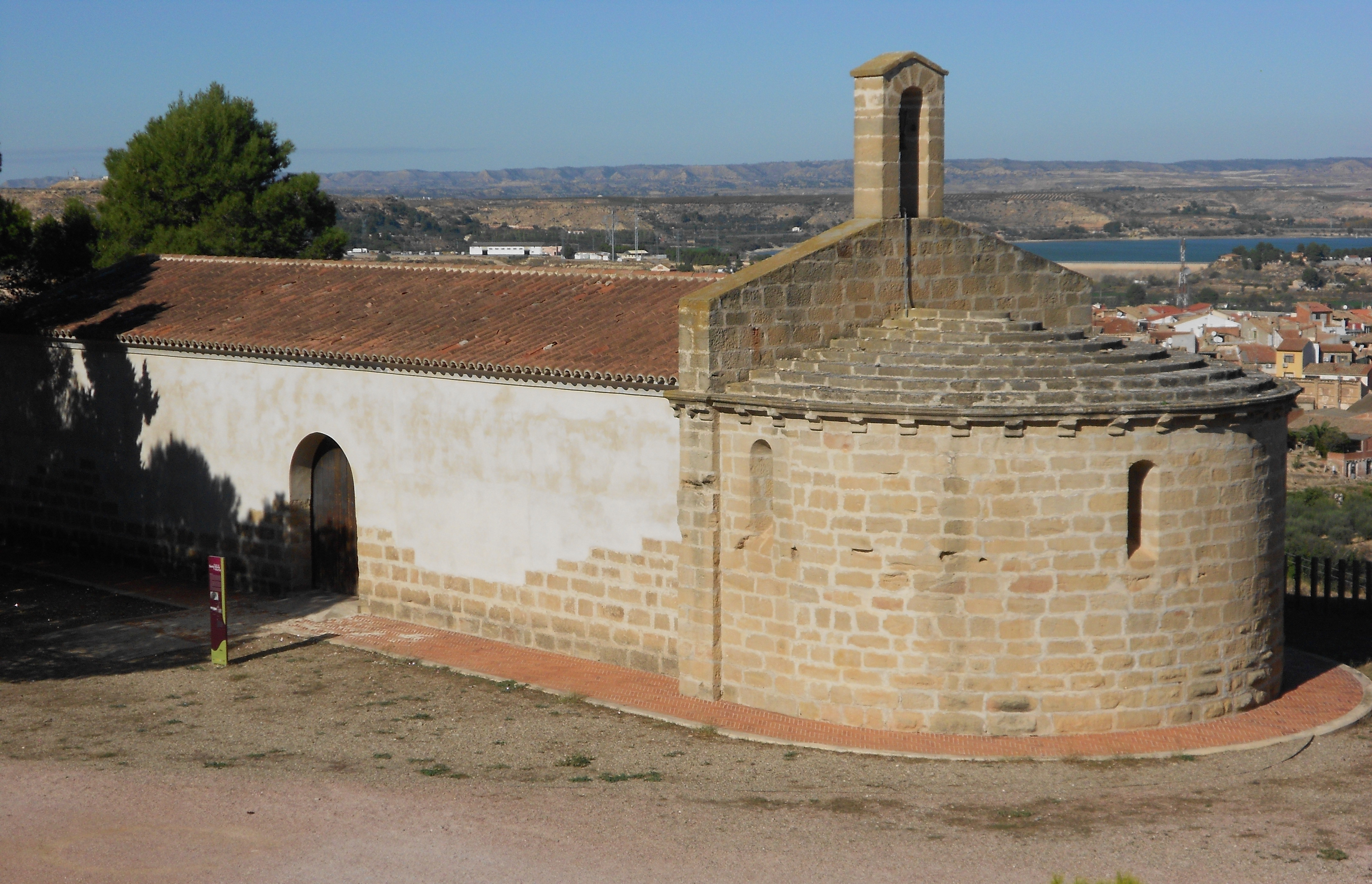
Ermita románica de Santa María de Horta (siglos -)

Acorde con su historia, Caspe cuenta con un importante patrimonio histórico. Entre los restos más antiguos están las pinturas rupestres del abrigo del Plano del Pulido, declarado Patrimonio de la Humanidad por la Unesco desde 1998, así como varios yacimientos neolíticos.
De época romana es el Mausoleo de Miralpeix, declarado monumento nacional en 1931. Consiste en una cella rectangular con muros laterales que sostienen una bóveda de cañón enmarcada en el frente con dos pilastras con capiteles corintios.

### Patrimonio religioso
La ermita de Santa María de Horta —rescatada del embalse de Mequinenza y reconstruida en lo alto de un cerro que domina Caspe— es una construcción románica. El templo fue erigido por gentes del poblado de Miralpeix en estilo románico de carácter popular entre finales del siglo XII o principios del siglo XIII. Está construido en sillería y posee una planta alargada en forma de ojo de cerradura, dividida en cinco tramos. Conocida también como Santa María del Fondón, por su ubicación primitiva, posee un interesante ábside semicircular con modillones en nacela.

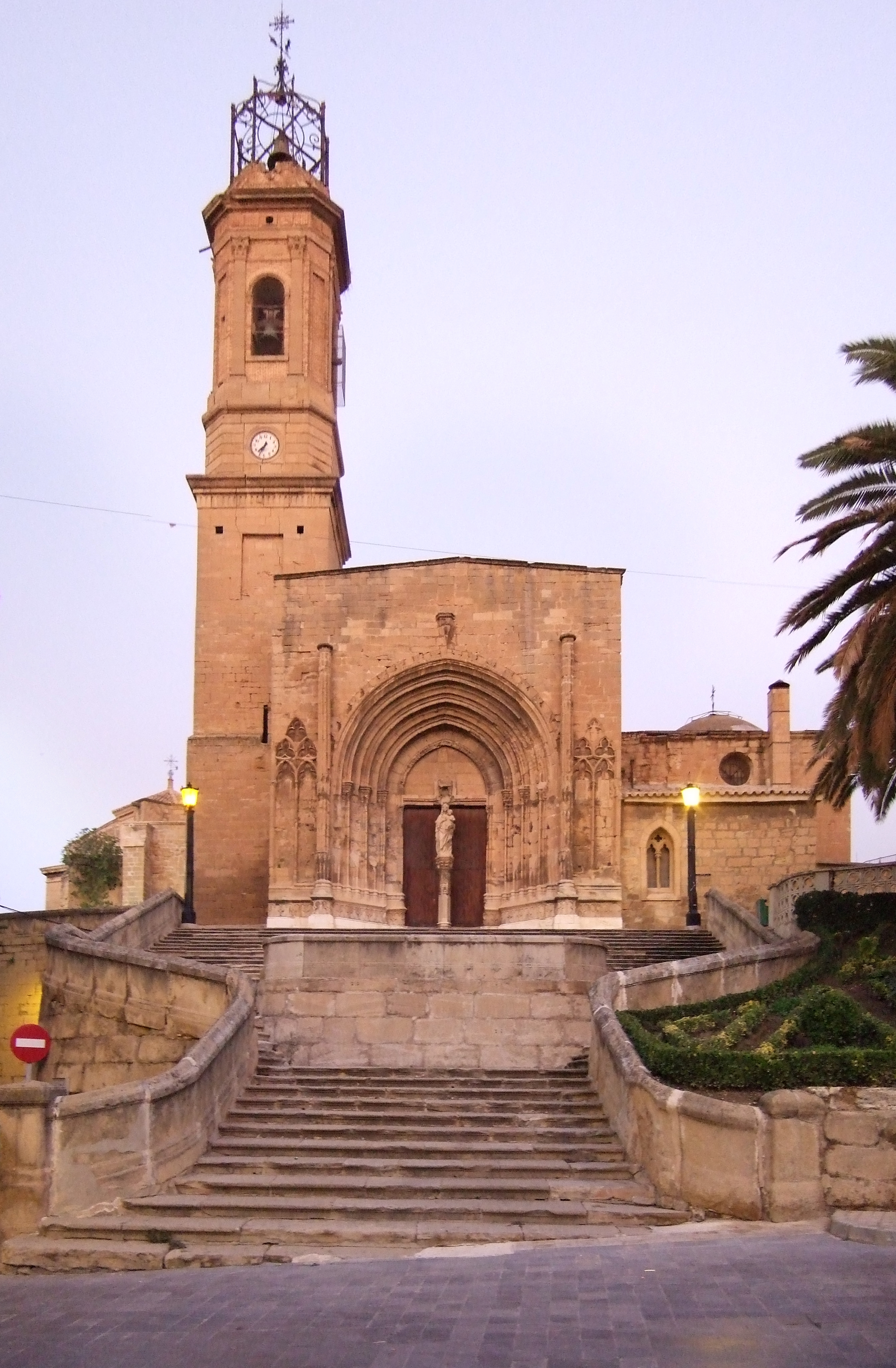
Colegiata de Santa María la Mayor del Pilar (siglos al). Declarada Monumento Nacional en 1931

La Colegiata de Santa María la Mayor del Pilar es, con diferencia, el edificio más monumental de Caspe. Constituye uno de los ejemplos más notables del gótico purista en Aragón, todavía influido por el estilo cisterciense. El templo consta de tres naves, siendo la nave central la más ancha y alta, toda ella cubierta por bóveda de crucería. Fue consagrada por Adriano VI en 1522 y anteriormente, en 1412, se celebró en ella la misa de proclamación del fallo del Compromiso de Caspe. Situada en la zona más elevada del casco urbano, formaba parte de una acrópolis organizada por la Orden de San Juan que comprendía la iglesia, el castillo, a día de hoy ya restaurado con motivo de la conmemoración del VI centenario de la celebración del Compromiso de Caspe, y el convento. En 1936 se destruyeron los retablos y los dos soberbios sepulcros góticos de la Colegiata, incluido el del gran maestre Juan Fernández de Heredia. Actualmente en su interior se custodia la Vera Cruz de Caspe, una de las reliquias más importantes de la cristiandad; se trata de uno de los fragmentos más grandes de la cruz en la que murió Cristo (Lignum Crucis). En 1908 el atrio de la iglesia fue declarado Monumento Nacional y en 1931 el conjunto de la Colegiata fue declarado Monumento Nacional.
En las calles de Caspe se conservan varias ermitas, como la de Santa Quiteria (1648), la de Montserrat —destruida durante la Guerra de la Independencia pero reconstruida en el siglo XIX—, la de la Magdalena (1790) y la de Balma (1843). En el barrio de La Muela, el más antiguo de Caspe, se encuentra la ermita de San Indalecio, templo barroco del siglo XVIII, que consta de un espacio central de planta cuadrada cubierto con cúpula hemiésferica sobre lunetos iluminada con linterna.
Otro conjunto religioso está constituido por el edificio e iglesia de San Agustín, que formaban parte de lo que fue el convento de San Agustín de Caspe. Concluidas las obras en 1623, es un ejemplo de arquitectura ordenada y funcional que sigue el canon del modelo monástico del siglo XVII. El claustro es el elemento principal del conjunto.
Situado frente a la estación de ferrocarril se emplaza el convento de Santo Domingo, cuya iglesia está completamente en ruinas. Durante la guerra de la Independencia fue hospital militar, cementerio, prisión y fortaleza. De nuevo fue hospital de sangre en la Guerra Civil, quedando abandonado definitivamente en 1978.

### Patrimonio civil

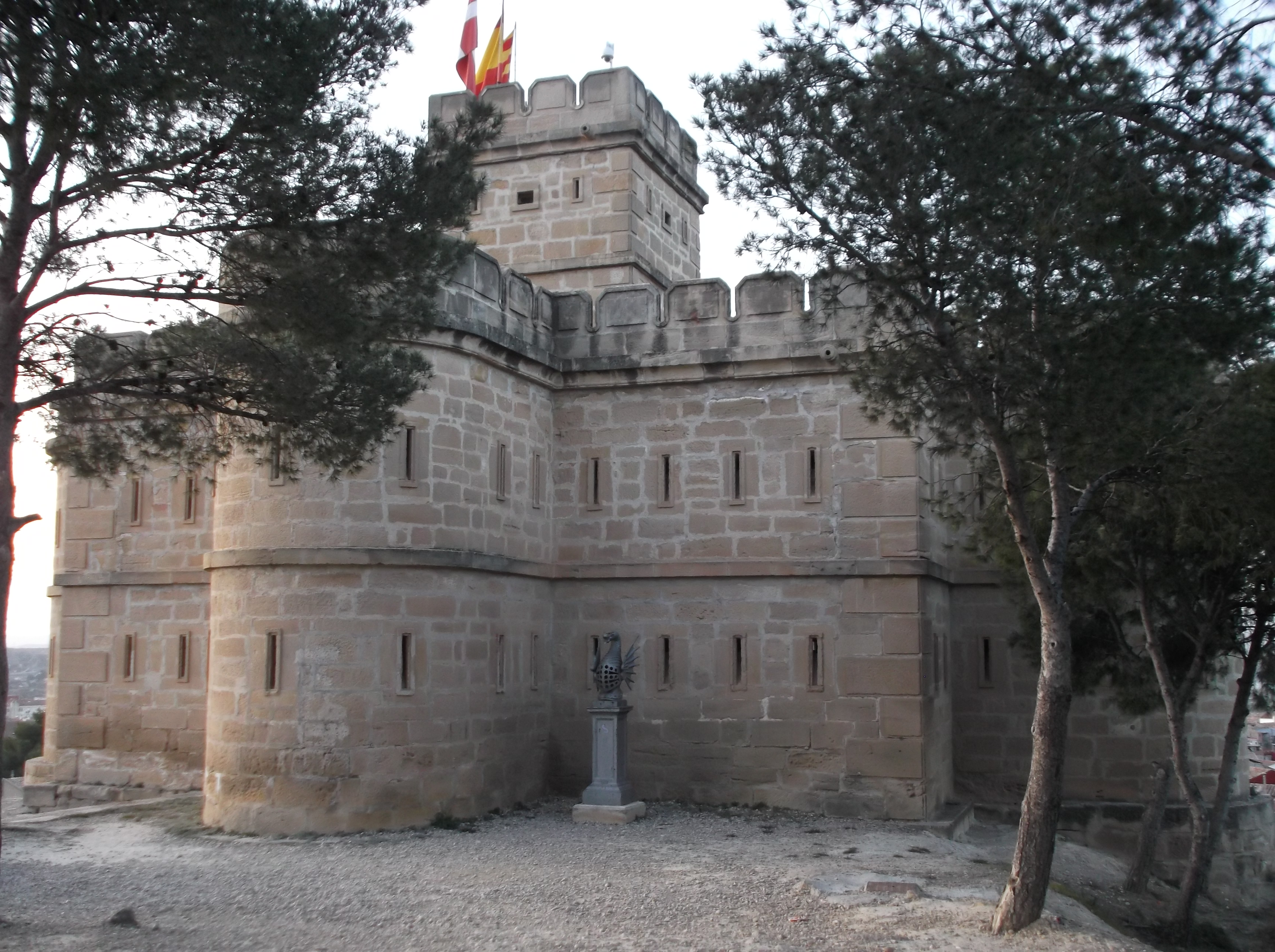
Torre de Salamanca, construida durante las Guerras Carlistas

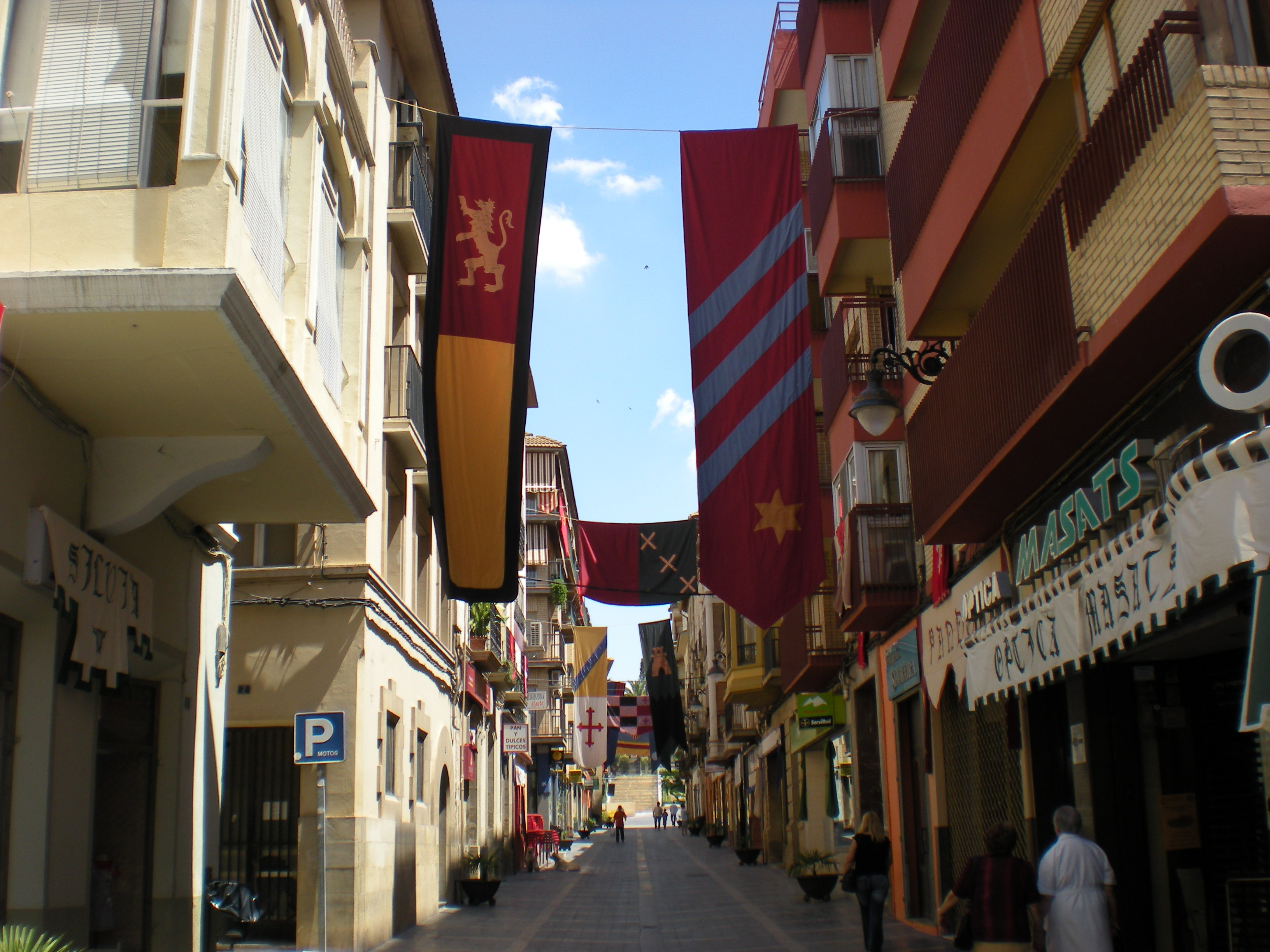
Calle Mayor de Caspe

Dentro de la arquitectura civil, destaca el castillo del Compromiso, cuyo origen se debe a los caballeros de la Orden del Hospital. Durante años el recinto se utilizó no sólo como castillo sino también como convento, junto con la vecina iglesia de Santa María. En el siglo XIX el castillo casi desapareció, ya que durante la Guerra de la Independencia las tropas francesas volaron el convento y en las guerras carlistas se vio envuelto en diversos combates, siendo incluso incendiado. Actualmente apenas queda algún elemento de la fortaleza —un muro con remate almenado con dovelas decoradas con escudos—, así como los sótanos de la misma.
Otro notable baluarte es la torre de Salamanca, que se alza sobre un monte a las afueras de la ciudad. Desde el mirador situado en lo alto se puede contemplar una espectacular panorámica de Caspe y del valle del Ebro. Fue construida por orden del general Salamanca en la última guerra carlista —la tercera—, en 1874, siendo el castillo más moderno de Aragón. Alberga el Museo de Heráldica, que recoge los símbolos heráldicos que fueron propios de la Corona de Aragón.
En el centro urbano, la plaza Mayor constituye un interesante conjunto. En un lado de la misma subsisten los primitivos soportales, en forma apuntada, llamados Arcos de Toril, mientras que en otro lado está emplazada la casa consistorial, con fachada clasicista del siglo XIX, así como la Casa Palacio Piazuelo Barberán, la más notable de la ciudad. Por otra parte, la calle Barrio Verde evoca la comunidad sefardí, ya que en el pasado constituía el eje principal de la judería.
En el término municipal de Caspe existen dos torres de vigilancia de las Guerras Carlistas: la Torre de Turlán, situada en el paraje de la Herradura a unos 6 km de la ciudad, y la Torre de Valdemoro, en el término de la Magdalena. Esta última, de planta cuadrada y construida en mampostería, fue erigida durante la tercera guerra carlista con el fin de vigilar el paso del Ebro. Otro enclave de gran belleza es el Puente de los Masatrigos, situado a 12 km del casco urbano. Aunque el puente actual es del siglo XVIII, este se apoya en una estructura anterior que data de los siglos XIII-XIV.

### Patrimonio natural

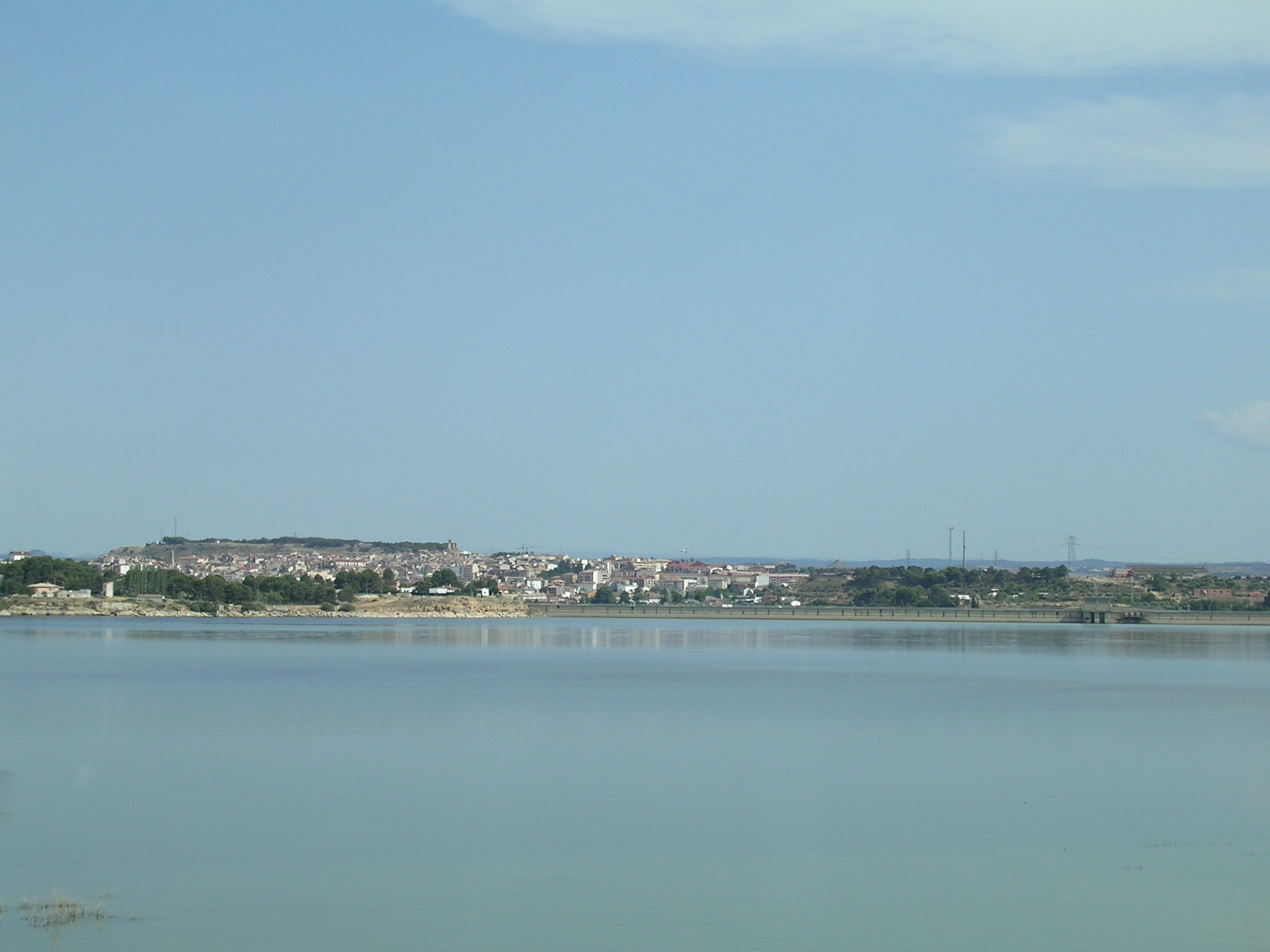
Mar de Aragón con Caspe al fondo

El embalse de Mequinenza o «Mar de Aragón» es un entorno de gran riqueza faunística y paisajística. Se extiende desde Mequinenza hasta las proximidades de Sástago, subiendo por el antiguo cauce del Ebro. Diversas instalaciones permiten la práctica de numerosos deportes acuáticos y terrestres, pero es la pesca la actividad estrella en este ecosistema. Caspe es la capital europea del black bass o lubina negra, y pescadores de Europa y América se desplazan anualmente a esta ciudad para participar en concursos nacionales e internacionales. Durante el primer fin de semana de cada mes de octubre se celebra el Campeonato Internacional de Pesca del Black Bass, el de más prestigio de todos los celebrados en Europa.
Otra especie acuática, el siluro, por su gran tamaño de difícil y fatigosa pesca, es muy apreciada por los no iniciados. Es interesante constatar que tanto el black bass como el siluro son especies de reciente introducción. No obstante, la carpa, el carpín y el alburno son los peces más abundantes y los más pescados, tanto de forma espontánea como en competición. 
Se piensa que las aguas que almacena el embalse contienen más de 50 millones de peces.

## Cultura

### Fiestas y eventos

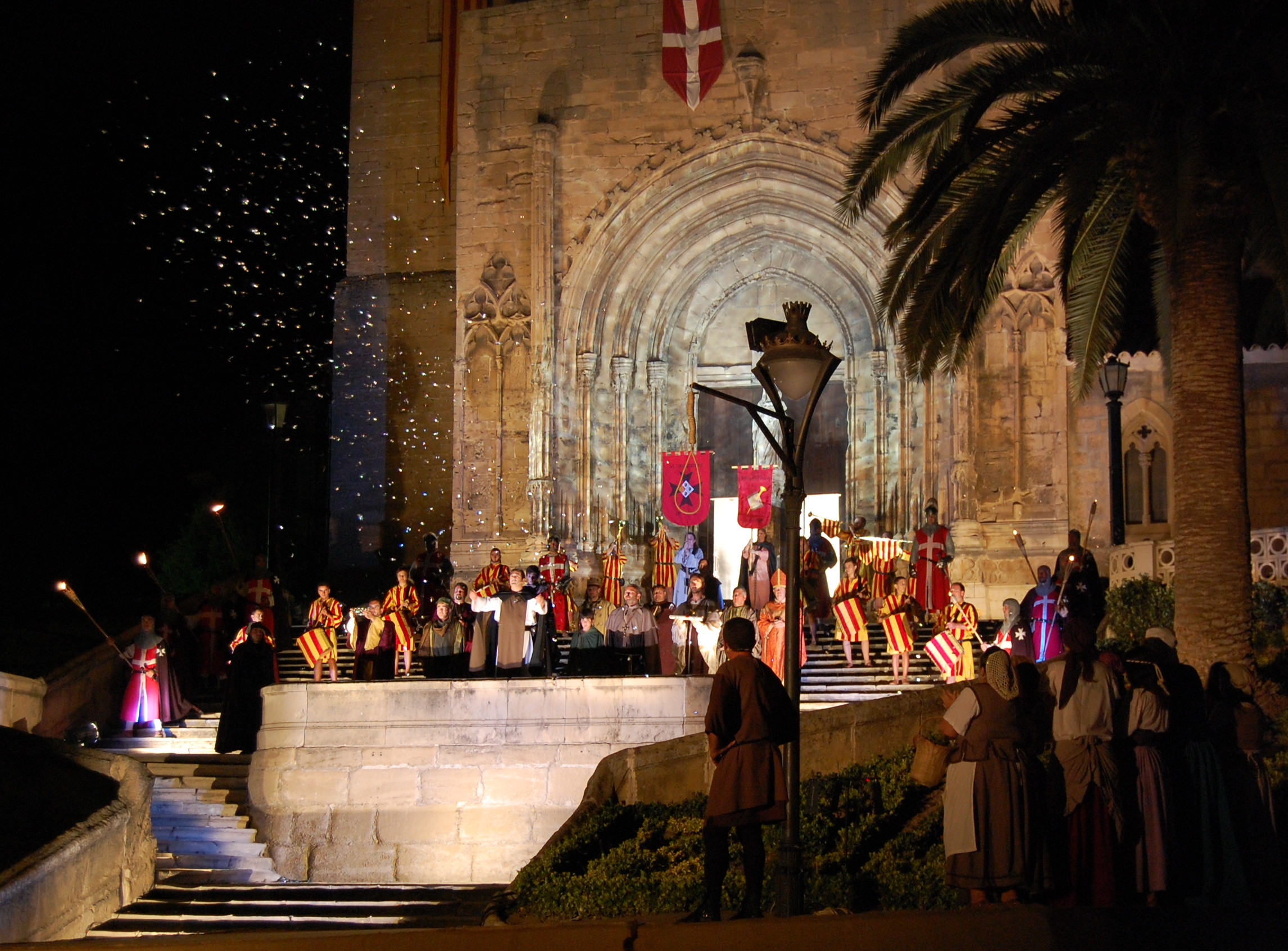
Conmemoración del Compromiso de Caspe en 2007

- Fiesta de San Antón, el fin de semana más próximo al 17 de enero. Tienen lugar meriendas y cenas en torno a múltiples hogueras —llamadas «tederos»— por toda la ciudad.
- Semana Santa, declarada fiesta de interés turístico de Aragón. Bombos, tambores y cornetas acompañan a los pasos de las procesiones. El Viernes Santo tiene lugar la procesión de la Vera Cruz.
- Mas Música, 30 de abril y 1 de mayo. Celebración de la fiesta del trabajo en el paraje Mas de la Punta, con acampada nocturna y actuaciones musicales.
- Conmemoración del Compromiso de Caspe, el último fin de semana de junio. Cabe destacar la gran participación de todo el pueblo en la decoración de las calles así como en la ambientación de la fiesta con trajes medievales. También ha sido declarada fiesta de interés turístico regional.
- Fiestas patronales de San Roque, del 12 al 17 de agosto. El día 16, fiesta del patrono, se realiza una ofrenda de frutos así como una procesión a la ermita de San Roque. Bailes, vaquillas, concursos y actividades deportivas completan el programa festivo.
- Feria regional «Expocaspe», del 29 de octubre al 1 de noviembre. Es una feria agrícola, ganadera, industrial y comercial del Bajo Aragón.

### Deporte

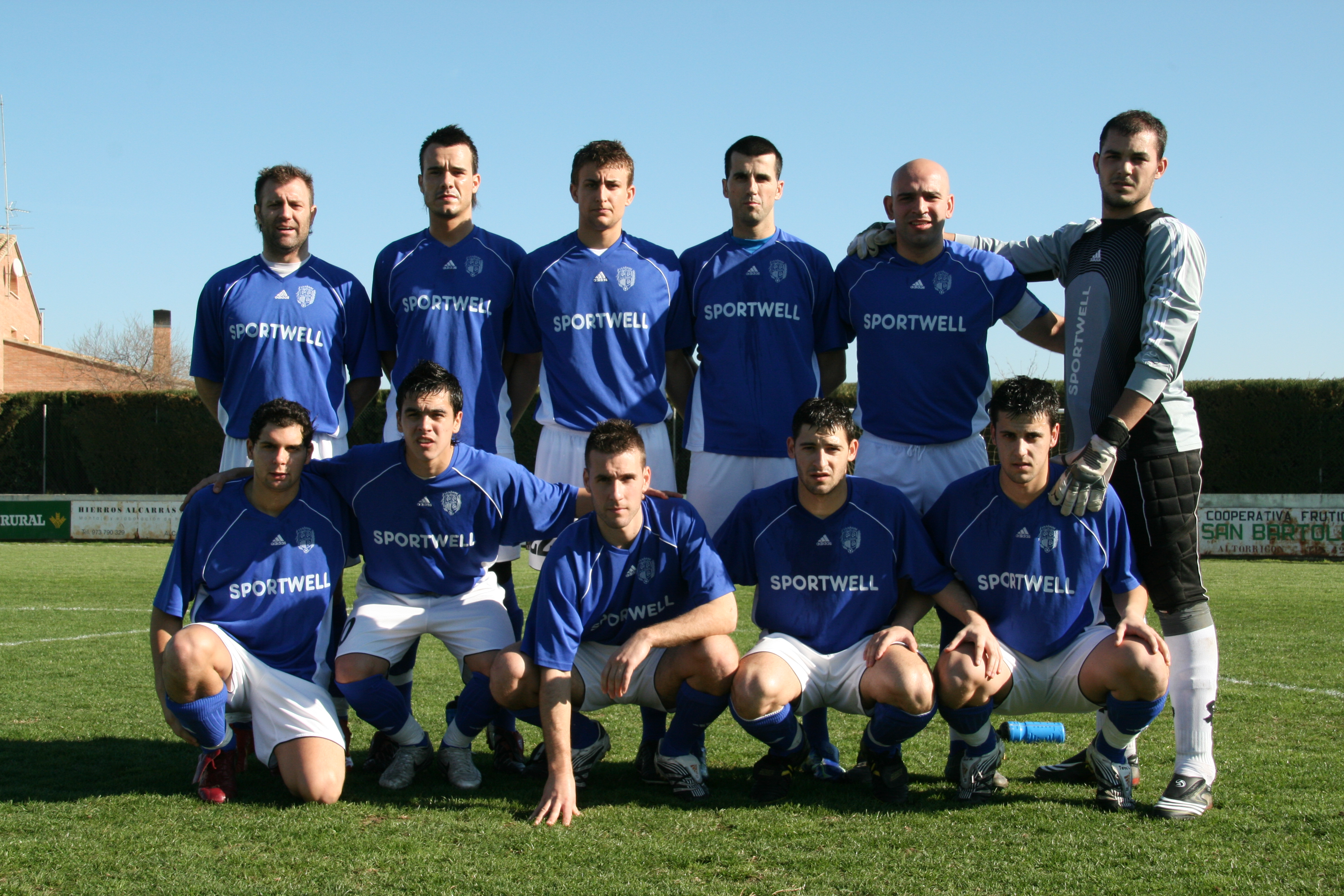
C.D. Caspe en 2008

En fútbol, la ciudad se halla representada por el C.D. Caspe. Fundado en 1923, su mejor clasificación histórica fue la tercera plaza obtenida en la tercera división en la temporada 1989-90. Disputa sus partidos como local en el campo de Los Rosales, situado en la parte baja de la población.

### Gastronomía
Las fértiles huertas del municipio producen una serie de productos que distinguen la gastronomía de Caspe. Entre ellos destacan el aceite de oliva virgen, las aceitunas en todas sus variedades —aliñadas, asadas, chafadas o en paté—, los tomates secos fritos —especialidad local— y las cerezas.
Especial mención merecen las singulares turmas (Helianthus tuberosus), definidas como «tubérculos similares a la patata, pero más pequeños y algo más duros», así como el vino de nuez.
En cuanto a la repostería hay que citar las almojábanas, los hojaldres, las magdalenas, los mantecados de cuchara o de manteca y las reputadas tortas de balsa, hechas con almendra como se elaboraban en época medieval.

## Ciudades hermanadas
- Almería (España), desde 1998.
- Gaillac (Francia).
- Santa Maria a Vico (Italia).
- Regla (Cuba).